# Дауэс, Руфус
Руфус Р. Дауэс (англ. Rufus R. Dawes, 4 июля 1838 — 1 августа 1899) — американский политик и военный, участник гражданской войны, в ходе которой командовал одним из полков Железной бригады и прославился в битве при Геттисберге. Впоследствии стал бизнесменом, конгрессменом и писателем, отцом знаменитых детей, один из которых, Чарльз Дауэс, стал нобелевским лауреатом и вице-президентом США. Дауэс был правнуком Уильяма Дауэса, который предупредил массачусетское ополчение о приближении британской армии перед сражением при Лексингтоне и Конкорде.

## Ранние годы
Дауэс родился в Мариетте, округ Вашингтон, Огайо, в семье крупного коммерсанта Генри Дауэса (1804—1867) и Сары Катлер (1809—1896). Он был пятым ребенком в семье и у него был младший брат Эфраим (1840—1895), впоследствии майор федеральной армии. В 1855 году семья переехала в Маустон, Висконсин, и его детство прошло в переездах между Висконсином и Огайо. Он учился в Висконсинском Университете, затем в 1860 году окончил Колледж Мариетты и вернулся в Висконсин.

## Гражданская война
Когда началась война, Дауэс собрал роту в округе Жюно, был избран её капитаном, а 5 мая 1861 года его формально утвердили в этом звании. 16 июля 1861 года его рота стала ротой К в составе 6-го Висконсинского полка. Полк почти год простоял в Северной Вирджинии, не участвуя в боевых действиях. В июне 1862 года Дауэс получил звание майора. Он участвовал во втором сражении при Булл-Ран и в сражении при Энтитеме. После ранения подполковника Брэгга при Энтитеме Дауэс принял командование полком. В марте 1863 года он получил звание подполковника. В мае полковник Брэгг снова был ранен, и Дауэс возглавил полк. Он оставался во главе полка  к началу Геттисбергской кампании.
1 июля 1863 года, в первый день битвы при Геттисберге Железная бригада пришла на поле боя под Геттисбергом второй после бригады Катлера. Корпусной генерал Рейнольдс сразу послал бригаду в лес Макферсона отражать атаку бригады Арчера. 6-й Висконсинский полк пришёл на позицию бригады последним и Дауэс собирался развернуть полк на левом фланге бригады, но ему было приказано (генералом Даблдеем, сменившим убитого Рейнольдса) остаться в тылу, а затем пришёл приказ идти на правый фланг, где противник отбросил бригаду Катлера. Дауэс повёл бригаду на север, к Чамберсбергской дороге. По пути он видел, как два полка бригады Катлера отступают на восток к Дубовому хребту, и как отходит окружённый с двух сторон 147-й Нью-Йоркский полк. 
При этом они оказались на правом фланге двух федеральных полков под командованием Фоулера, 95-го и 84-го Нью-Йоркских, и открыли по ним огонь, что заставило Фоулера развернуть полки фронтом на север.
Дауэс построил полк вдоль Чамберсбергской дороги, и при этом полк оказался на правом фланге наступающей бригады южан. Слева к линии Дауэса подошли два федеральных полка под командованием полковника Фоулера, 95-й и 84-й Нью-Йоркские. Южане заметили выдвижение трёх полков и развернули фронт на юг. Дауэс вспоминал, что после короткой паузы он приказал полку атаковать южан, стоящих вдоль железнодорожного полотна, и уже после этого увидел, как слева подходит 95-й. Увидев майора Пая, командира 95-го, он предложил ему присоединиться к атаке, и тот так же двинул полк вперёд. 84-й при этом следовал за ним чуть позади. В итоге все три полка бросились вперёд ускоренным шагом, несмотря на плотный огонь южан. 6-й Висконсинский нёс большие потери, но шёл вперёд. Когда он приблизился к линии противника на 50 метров, южане прекратили огонь, а потом, уже с 15 шагов, дали общий залп, который, по ощущениям сержанта Фэирфилда, снёс половину полка. По подсчёту Дауэса, полк за эту атаку потерял 160 человек из 420-ти.
...
Осенью Дауэс командовал полком во время Майн-ранской кампании, после которой взял отпуск, вернулся в Огайо и 18 января 1864 года женился на Мэри Биман Гейис (1842—1921) из Мариэтты, Огайо. Он вернулся в Потомакскую армию к началу Оверлендской кампании, участвовал в сражениях в Глуши и при Спотсильвейни, и подал в отставку 10 августа 1864 года, после сражения при Колд-Харбор.
24 февраля 1866 года президент Эндрю Джонсон представил Дауэса к присвоению временного звания бригадного генерала добровольческой армии (с датой от 13 марта 1865 года), и 10 апреля 1866 года Сенат утвердил звание.

## Послевоенная деятельность
После войны Дауэс вернулся в Мариэтту и занялся лесопильным бизнесом. В августе 1865 года у него родился сын Чарльз Гейтс, а в июле 1867 года второй сын, Руфус. Дауэс стал известным юристом и бизнесменом, служил членом попечительского совета Колледжа Мариэтты с 1871 года. В 1881 году он был избран в Палату Представителей США от 15-го Конгрессионального участка. Он прослужил один срок как республиканец, но в 1882 году проголосовал против Акта об исключении китайцев, из-за чего не прошёл перевыборы. В 1890 году он опубликовал воспоминания о своей службе в 6-м Висконсинском полку. Они были переизданы в 1962 году. Он был активным сторонником заключения дипломатических отношений с Персией, из-за чего президент Маккинли предложил ему должность посла в Персии, но он отказался из-за плохого здоровья.
Дауэс умер в Мариэтте и был похоронен на  кладбище Оак-Гроув-Семетери.
В 2003 году он был избран в Зал славы Мариэтты.

## Семья и дети
Дауэс был женат на Мэри Бимен Гейтс (1842—1921), в их семье было пятеро детей:
- Чарльз Гейтс (1865—1951) — генерал, конгрессмен, автор Плана Дауэса.
- Руфус Катлер (1867—1940)
- Биман Гейтс[англ.] (1870—1953) — конгрессмен
- Мэри Фрэнсис Бич (1870—1956)
- Генри Мэй[англ.] (1877—1952) — контролёр денежного обращения США